# Romboide

Representação de um objeto romboide

Em geometria de duas dimensões, um romboide é um paralelogramo cujos lados adjacentes têm tamanhos diferentes. Notar a diferença em relação a losangos, que têm todos os lados do mesmo tamanho.